# Pont Vert (Vilnius)
Le Pont Vert de Vilnius (en lituanien Vilniaus žaliasis tiltas) est un Pont-routier traversant le Néris, dans le centre de la capitale lituanienne Vilnius. Il a été construit en 1952 pour relier le Quartier de Šnipiškės avec le centre de Vilnius. Le précédent pont, construit en 1386, fut détruit, avec la station de pompage de l'eau de la ville, dans la nuit du 6 au 7 juillet 1944 par la Wehrmacht.

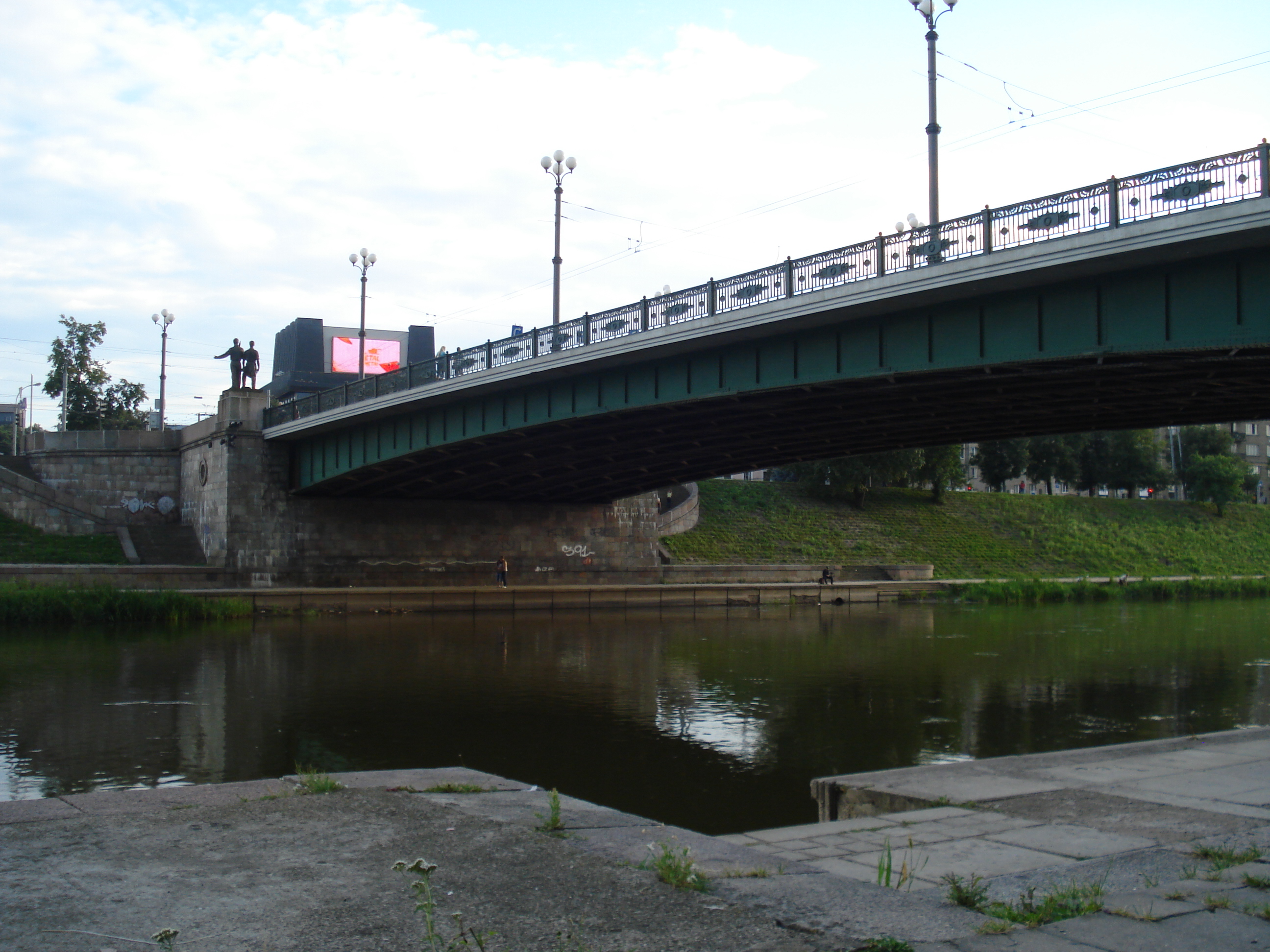
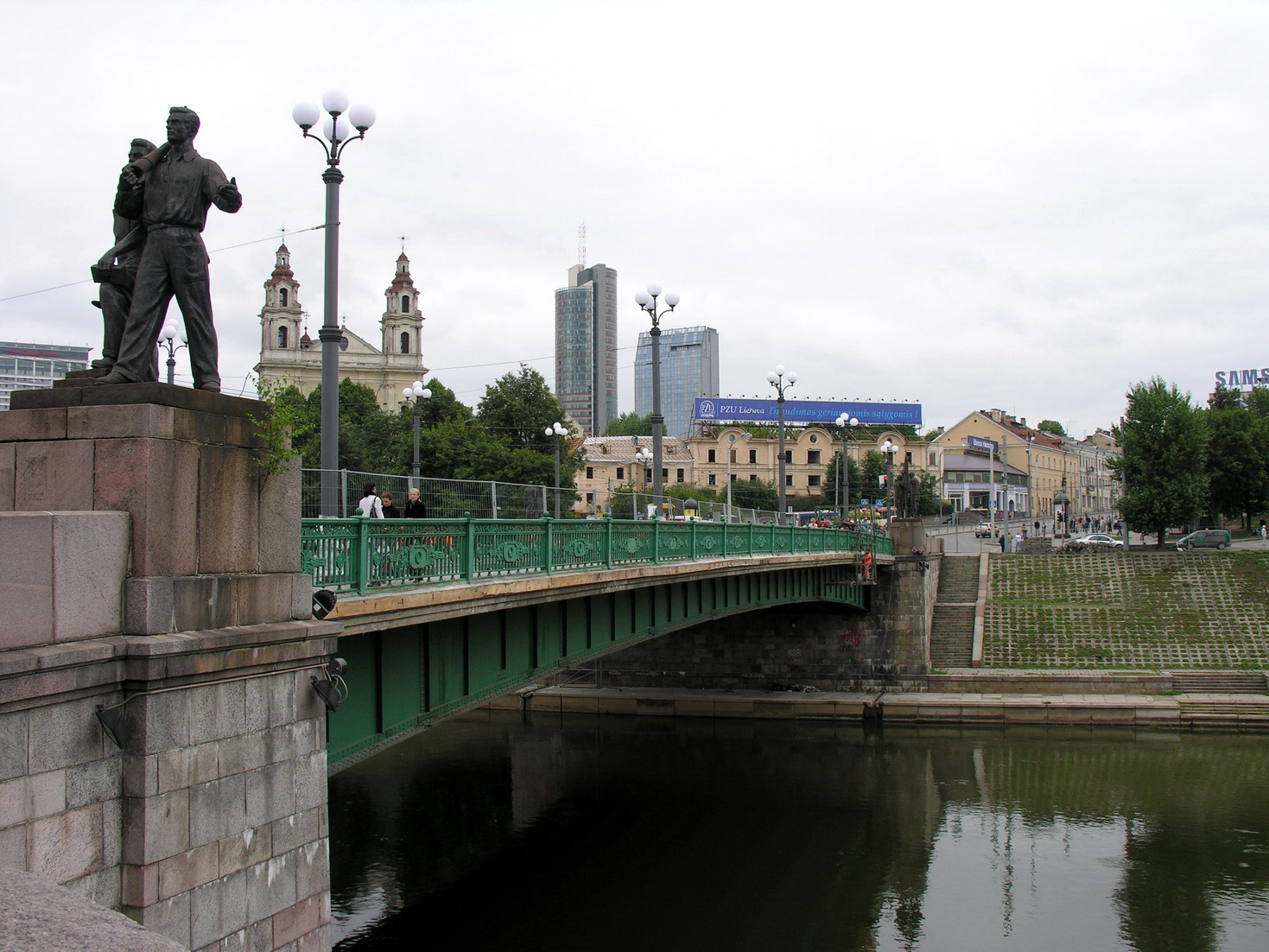

## Autres ponts à Vilnius
- Pont du roi Mindaugas (Karaliaus Mindaugo tiltas)

## Littérature
- Adomas Honoris Kirkoras. "Pasivaikščiojimai po Vilnių". Vilnius, Mintis, 2012 m. 27 psl.  (ISBN 978-5-417-01035-4)